# Ottana
Ottana település Olaszországban, Szardínia régióban, Nuoro megyében. Lakosainak száma 2164 fő (2023. január 1.). Ottana Noragugume, Orani, Sedilo, Bolotana, Olzai és Sarule községekkel határos.

## Népesség
A település lakossága az elmúlt években az alábbi módon változott:
| Lakosok száma | 2308 | 2303 | 2164 |
|               | 2017 | 2018 | 2023 |